# Lampich Árpád
Lampich Árpád (Budapest, 1898. május 11. – Esztergom, 1956. április 30.) magyar gépészmérnök, repülőgép tervező.

## Életpálya
Budapesten született Lampich Antal ércöntő és Müller Jozefa gyermekeként. A Műegyetemen jelentkezett pilóta-tanfolyamra. Az Műegyetemi Sportrepülő Egyesület (MSrE) tervezőirodáját és műhelyét 1921-től irányította, ahol repülőgép-tervezéssel és építéssel foglalkozott. A műhely irányítását 1929-ben Bánhidi Antal vette át.

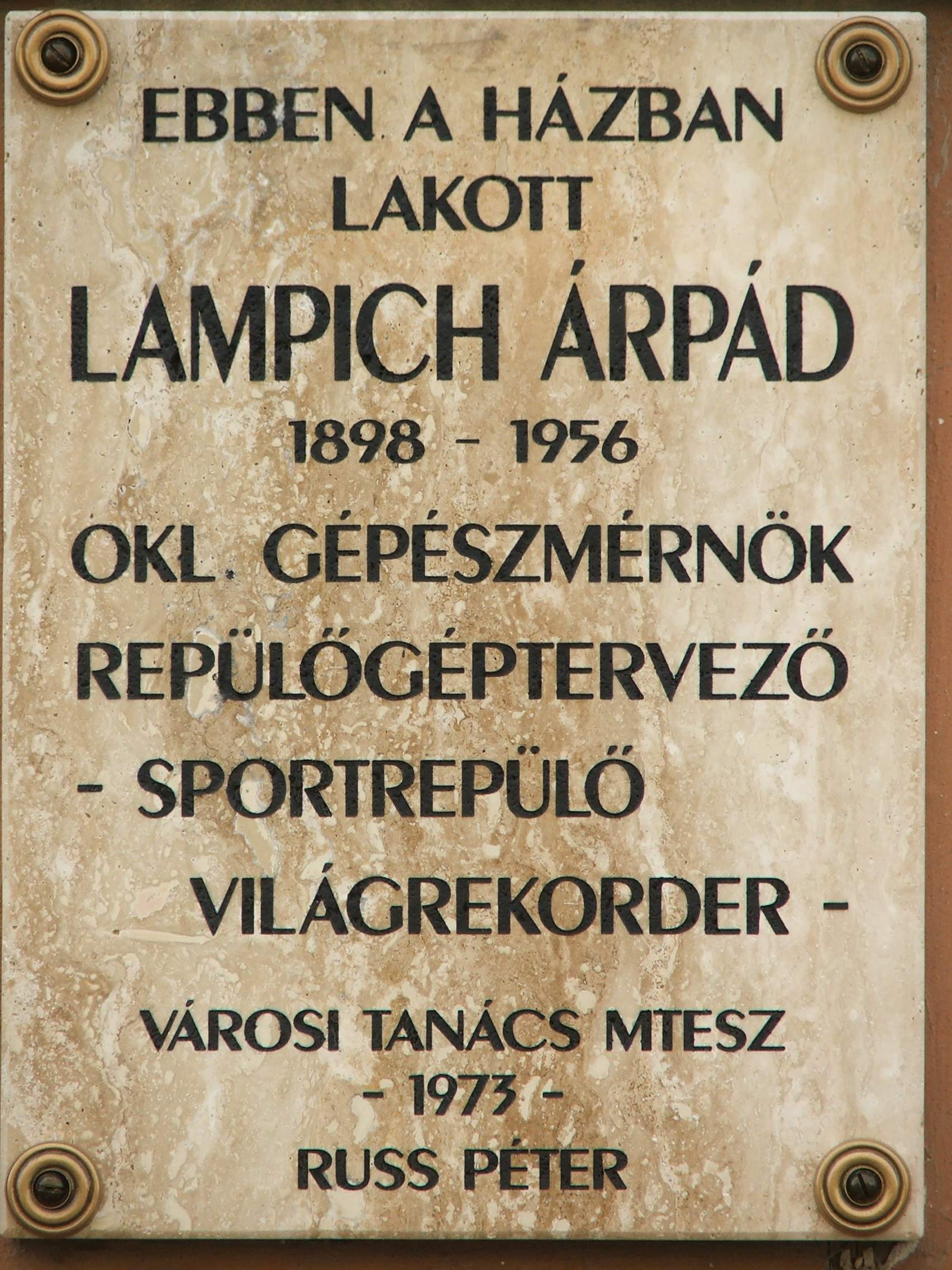
Emléktáblája esztergomi házán (Széchenyi tér 24.)

1924-ben a világ első motoros vitorlázó repülőgép, az az L–1 megépítője, melyet 12 LE-s Thorotzkai-motorral szerelt fel. Ugyanebben az évben Budapesten házasságot kötött Szücs Piroska Máriával, akivel 10 évvel később elváltak.
1925. szeptember 4-én elkészült a Lampich L2 típusú könnyű repülőgép. A sárkányt Lampich Árpád szerkesztette, az üzembiztos 13,2 kW-os (18 LE) motort Thorotzkai Péter tervezte.
1927-ben Bánhidi Antallal közösen tervezett és épített 200 kg önsúlyon aluli gépet. A 62,5 kW-os WM–Siemens SH–11 motorral felszerelt BL–6 (BL – Bánhidi–Lampich) volt az első magyarországi kétüléses iskolagép
Rubik Ernő 1931 nyarán Lampich egyik gépének építésébe kapcsolódott be, amelyet Budapesten, a Mester utcában készítettek egy gazdag üzletember megrendelésére. Bécsben a Hopfner Flugzeugbau szerkesztőmérnöke, majd a Győri Vagongyár repülőgép-osztályán, később a Sportárutermelő Vállalat vitorlázó-repülőgép-üzemében dolgozott Esztergomban. A 40-es évek végén építette meg munkatársaival (Balogh János, Kapuvári Jenő, Pusztai Béla, Sónyi Gusztáv, Dr. Szomolányi Károly) a Győr II-t, az első magyar fémépítésű teljesítményvitorlázó gépet. A II. világháború után részt vett a magyar sportrepülés újjáépítésében.

## Sportegyesületei
Az 1921-ben a Lampich Árpád, Bánhidi Antal, Maier József, Kintses László és Rotter Lajos által megszervezett Műegyetemi Sportrepülő Egyesületet (MSrE) alapító tagja.

## Sporteredmények
- Mátyásföld – Monor közötti távrepüléssel megdöntötte a kis teljesítményű gépek zártkörű repülésének világrekordját.
- Lampich L-2 típusú repülőgép három világrekordot repült (1927, 1928, 1930) és távolsági világrekordja után, annak végcéljáról az L-2 Róma nevet kapta.

## Képgaléria

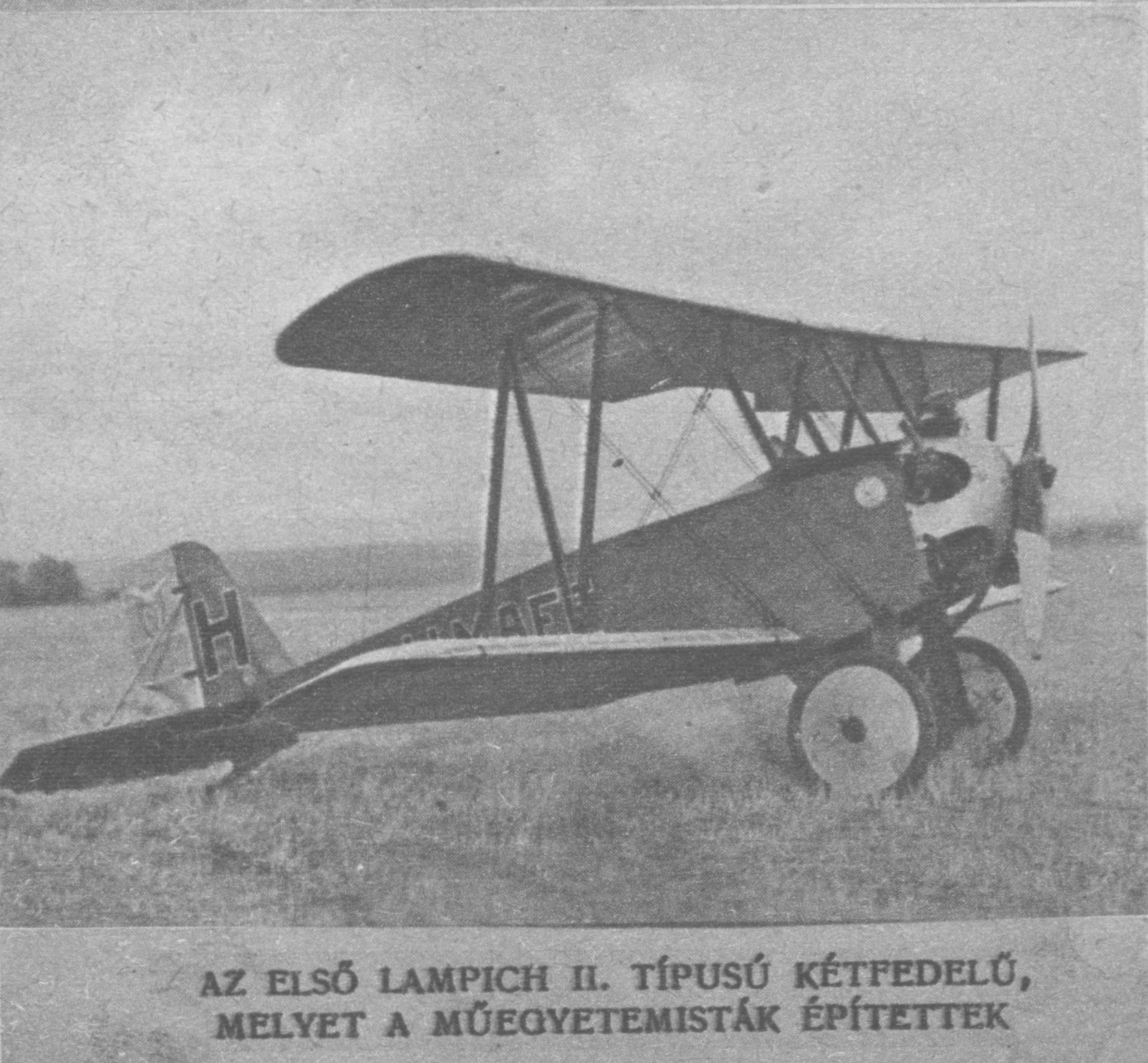
Az első kétfedelű, melyet a műegyetemisták építettek, az L-4 Bohóc, a kép felirata pontatlan, illetve a II. szám az időközben beépített erősebb motor miatti változtatásra utalhat. (I. motor Thorotzkai volt, a II. motor WM-Siemens)
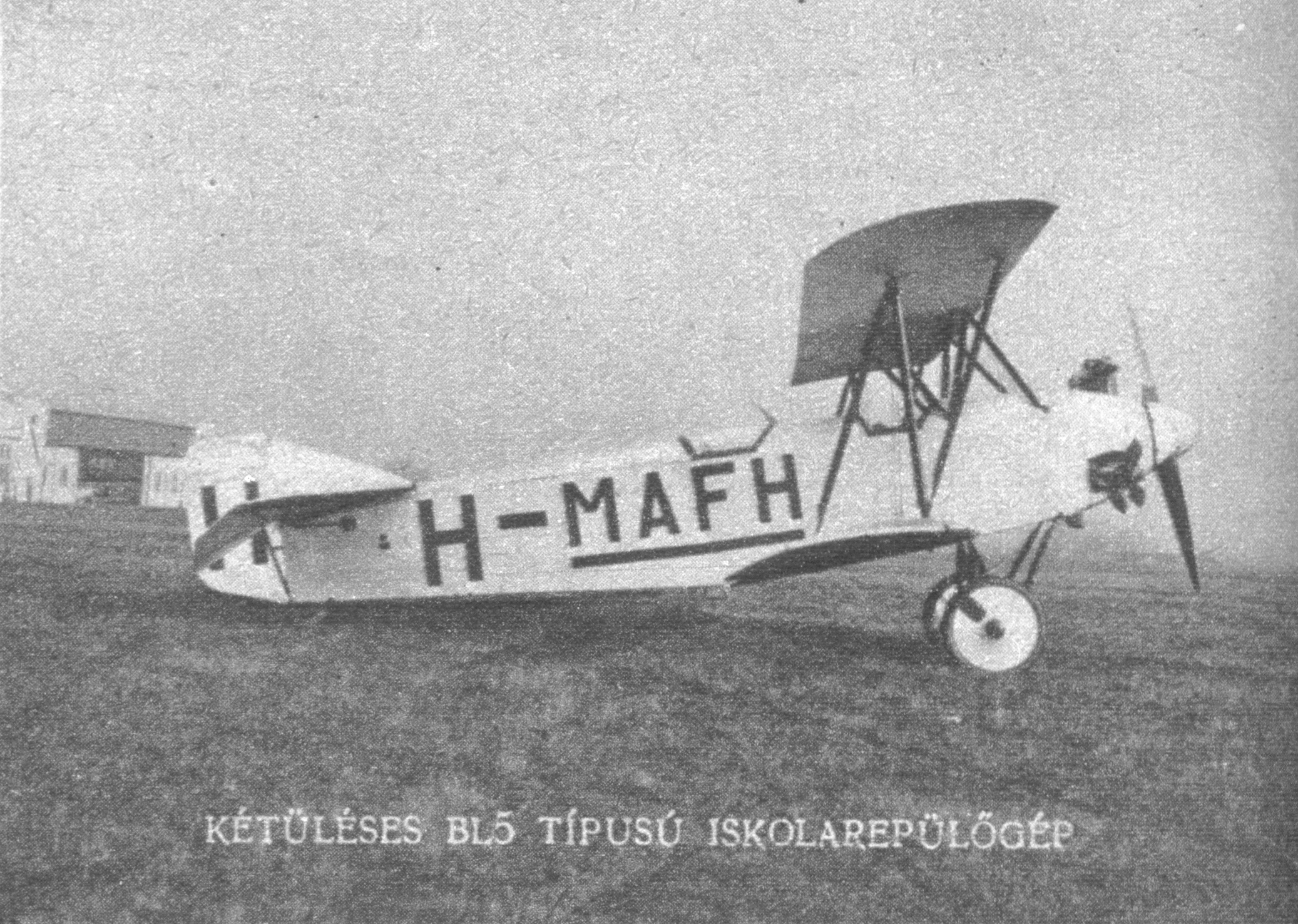
A Bánhidy Antallal tervezett BL5 kétüléses iskolagép
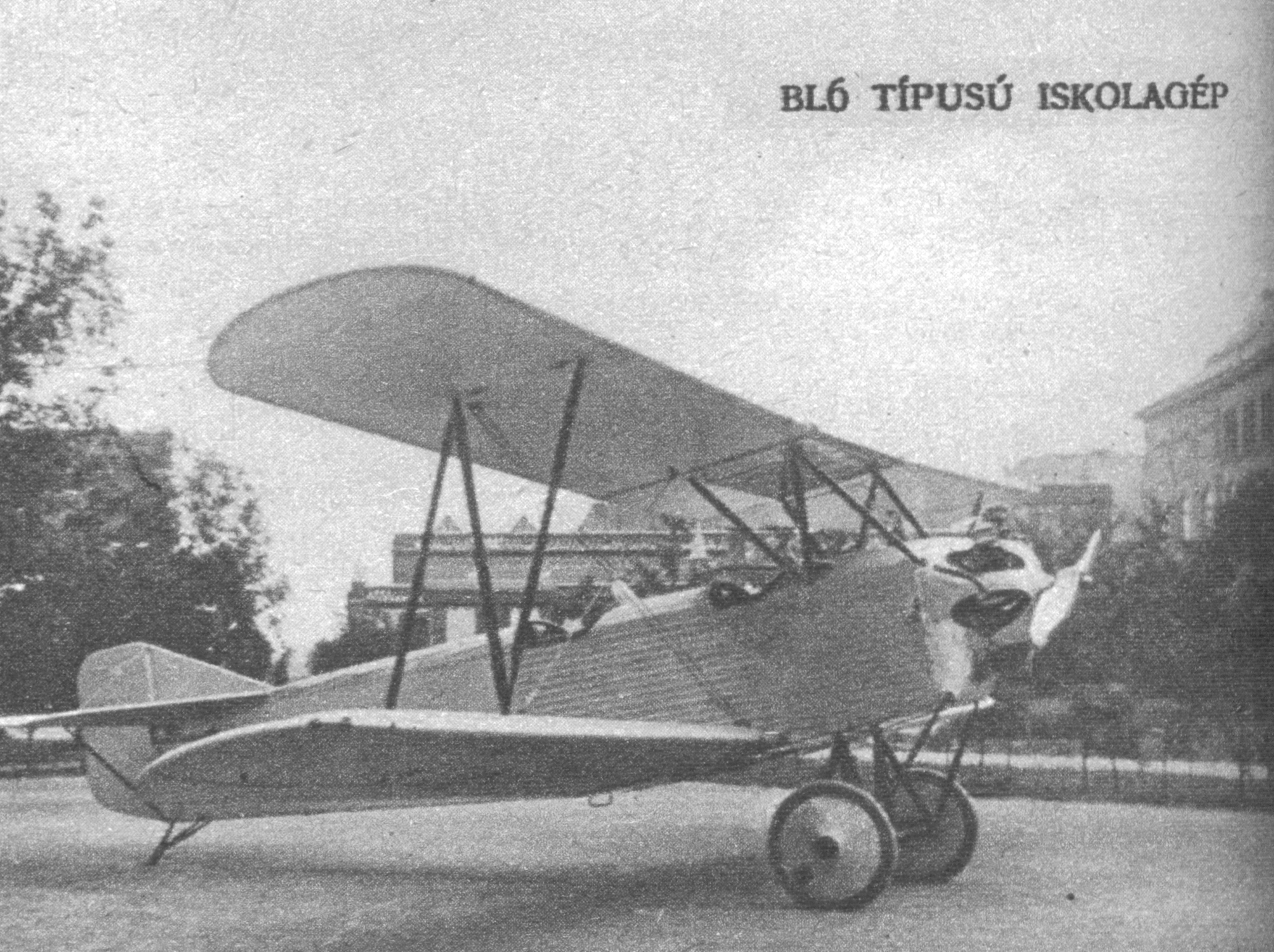
A Bánhidy Antallal tervezett első magyarországi kétüléses iskolagép. A BL6.
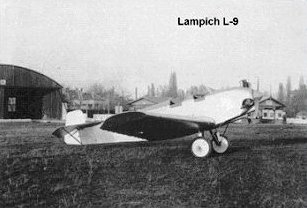
Lampich Árpád tervezte L-9 repülőgép
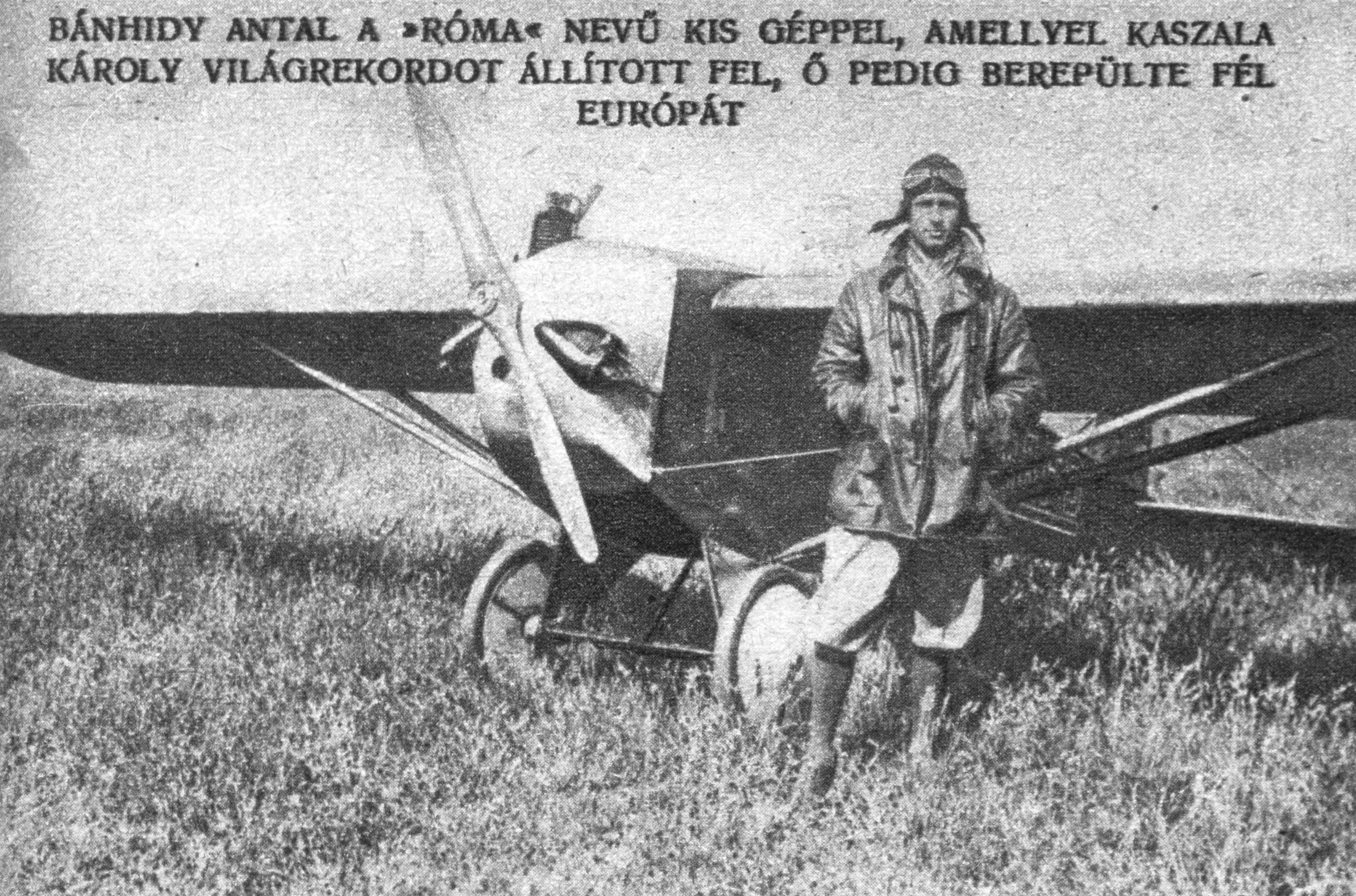
Bánhidy Antal a Róma nevű géppel. Lampich L-2 Róma
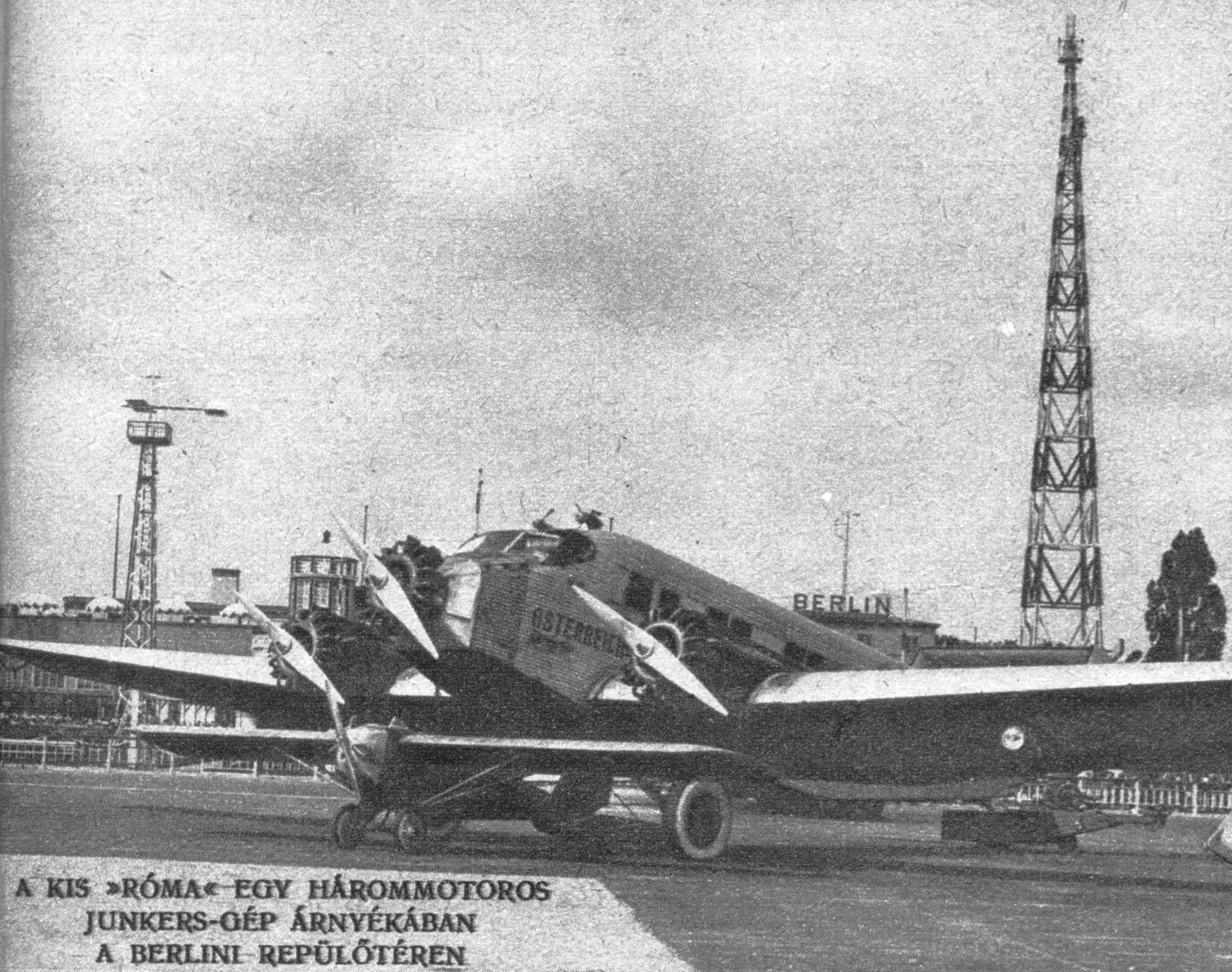
Bánhidy Antal Róma nevű repülőgépe a berlini repülőtéren. Lampich L-2 Róma
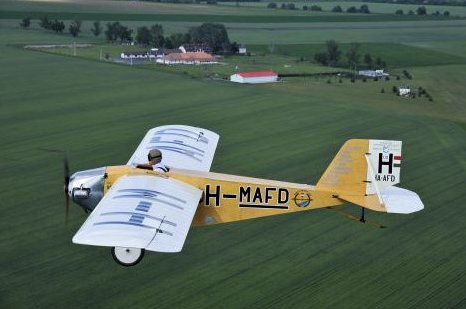
Az újjáépített Lampich L-2 Róma

## Külső hivatkozások
- Lampich Árpád. mkka.hu. (Hozzáférés: 2012. január 4.)
- Lampich Árpád. matra-aero.hu. (Hozzáférés: 2012. január 4.)
- Lampich Árpád. mek.niif.hu. (Hozzáférés: 2012. január 4.)